# St. Clare's
St Clare's est une école internationale et indépendante britannique, située au nord d'Oxford.

## Historique
Crée en 1953 par Anne Dreydel OBE et Pamela Morris, l'Oxford English Centre for Foreign Students, devient St. Clare's Hall, puis St. Clare's, Oxford. Au 141 Banbury Road, puis en 1999, il intègre l'Oxford Academy de Bardwell Road, qui devient l'Adult Courses Bardwell Road Centre. Le centre principal est au 139 Banbury Road.

## Anciens éleves
- Cristina Odone (en)
- Princess Salha bint Asem (en)
- Roger Lambart, 13th Earl of Cavan (en)
- Ragnar Tørnquist
- Deborah Warner
- Andrea Agnelli
- Renaud Camus